# Tublatanka
Tublatanka é uma banda de rock eslovaca formada nos finais de 1982 em Bratislava (capital da Eslováquia, tornada famosa graças aos sucessos "Pravda víťazí" e "Dnes". 
A formação original da banda era constituída  por Maťo Ďurinda (também conhecido como Martin Durinda), Palo Horváth e Ďuro Černý de 1982-1992. Em 1992,  Palo deixou a banda.  Ďuro deixou a banda em 1995 devido a problemas com drogas. Na atualidade, a banda é formada por Maťo Ďurinda, Juraj Topor, e Peter Schlosser. 
Participaram no Festival Eurovisão da Canção 1994 com a canção "Nekonečná pieseň ("História sem fim") que terminou em 19.º (entre 25 participantes).

## Membros da banda

### Atuais
- Maťo Ďurinda - vocalista, guitarra, piano, guitarra baixo (1985 - presente)
- Juraj Topor - guitarra baixo, voz (1994 - presenet)
- Peter Schlosser - bateria, percussões (2002 - presente)

### Antigos membros
- Ďuro Černý - bateria, percussões(1985 - 1995)
- Palo Horváth - guitarra baixo, voz (1985 - 1993)
- Jozef Dubán - guitarra, voz(1994 - 2002)
- Martin Uherčík - bateria, percu~sões (1996 - 2001)

## Discografia

### Álbuns
- 1985: Tublatanka
- 1987: Skúsime to cez vesmír
- 1988: Žeravé znamenie osudu
- 1990: Nebo - peklo - raj
- 1992: Volanie divočiny
- 1993: Poďme bratia do Betlehema
- 1994: Znovuzrodenie
- 2001: Pánska jazda
- 2005: Patriot
- 2006: Vianočný deň
- 2010: Svet v ohrození